# 稲葉観通
稲葉 観通（いなば あきみち）は、豊後国臼杵藩14代藩主。

## 略歴
稲葉通孚（第11代藩主稲葉雍通の四男、第12代尊通・第13代幾通の弟）の長男として生まれたが、先代藩主・幾通が天保14年（1843年）12月に若死にした後、祖父の雍通によって幾通の養嗣子として擁立され、天保15年（1844年）7月24日に家督を継ぐ。しかし、幼年のため、実際の藩政は祖父が取り仕切っていた。天保16年（1845年）、流刑に処された元幕臣の渋川敬直を預かっている。
弘化4年（1847年）に祖父が死去すると藩政を執り始める。義父が有名な山内容堂（豊信）であったことから、軍制改革や海岸の測量、外国船に対する砲台の建設など、藩政の整備に尽力した。
文久2年（1862年）閏8月4日に24歳で死去し、跡を養嗣子の久通が継いだ。幕末の動乱期ということから、その死はしばらく隠匿された。

## 系譜
父母
- 稲葉通孚（実父）
- 稲葉幾通（養父）

正室
- 鏸姫 ー 山内容堂の養女、山内豊熈の娘

養子
- 稲葉久通 ー 岡野知英の五男